# Воробьёвица
Воробьёвица — посёлок в Вохомском районе Костромской области. Административный центр Воробьёвицкого сельского поселения. Посёлок расположен на севере Вохомского района в 40 километрах к северо-западу от районного центра на реке Вохме.

## История
Основан в 1949 году. Сюда направляли князья Одоевские артели лесорубов. Крестьяне-колхозники тоже участвовали в лесозаготовках. Один из таких лесоучастков (барак и несколько домов) был организован на правом берегу Вохмы у речки Воробьёвица, с 1925 по 30-е годы. Заготовленный лес в плотах сплавляли до Козьмодемьянска, а иногда и до самой Астрахани.
В 1929 году в посёлке организовывается предприятие «Вохомский лестранхоз». В 1936-37 г. на лесозаготовки было направлено из колхозов района 1110 человек и 2567 возчиков с лошадьми. Чтобы увеличить вывозку, строились наливные ледяные дороги, так называемые «ледянки». Позднее леса стали сплавляться по реке.
В 60-е годы в посёлке строится узкоколейная железная дорога, что позволило увеличить поставку и вывозку леса. Ряд жителей посёлка за ударный труд был отмечен наградами: Орден Трудовой Славы, Орден Красного Знамени (Кулаков Виталий Петрович, Шалагин Анатолий Александрович)

## Население
| 2008 | 2010 | 2014 |
| ---- | ---- | ---- |
| 548  | ↗554 | ↘473 |